# Bartine Burkett
Bartine Burkett (Robeline, 9 febbraio 1898 – Burbank, 20 maggio 1994) è stata un'attrice statunitense.
È apparsa in sessanta film dal 1916 al 1983.

## Filmografia parziale
- Hello Trouble, regia di Charles Parrott (Charley Chase) (1918)
- Mum's the Word, regia di Eddie Lyons e Lee Moran (1918)
- Hickory Hiram, regia di Edwin Frazee (1918)
- Hearts in Hock, regia di Charley Chase (1919)
- The Turning Point di J.A. Barry (1920)
- His Fearful Finish, regia di Tom Buckingham (1921)
- Stealin' Home, regia di Alf Goulding (1921)
- Tiro a segno (The High Sign), regia di Buster Keaton e Eddie Cline (1921)
- L'uomo che prende gli schiaffi (He Who Gets Slapped), regia di Victor Sjöström  (1924)
- Curses!, regia di Roscoe Arbuckle (1925)
- Il letto d'oro (The Golden Bed), regia di Cecil B. DeMille (1925)
- Le sette probabilità (Seven Chances), regia di Buster Keaton (1925)
- Il diavolo e Max (The Devil and Max Devlin), regia di Steven Hilliard Stern (1981)